# Czarodzieje z Waverly Place (seria 1)
Pierwsza seria serialu telewizyjnego Czarodzieje z Waverly Place została wyemitowana na Disney Channel Polska od 29 lutego do 28 listopada 2008, na TVP1 miał premierę 12 września 2010, a finał 12 lutego 2011 roku. Zawiera ona 21 odcinków. Występuje tutaj sześć głównych postaci: Alex Russo (Selena Gomez), Justin Russo (David Henrie), Max Russo (Jake T. Austin), Harper Finkle (Jennifer Stone), Jerry Russo (David DeLuise) oraz Theresa Russo (Maria Canals Barrera).

## Emisja
Serial zadebiutował 12 października 2007 na Disney Channel (USA) odcinkiem „Dziesięciominutowa wyprzedaż”. Natomiast w Polsce miał swoją premierę 29 lutego 2008, wyemitowano wtedy odcinki „Pierwszy pocałunek” oraz „Apetyt na czekoladę”. W USA ostatni odcinek serii, „Art Museum Piece”, wyemitowano 31 sierpnia 2008, a w Polsce jako ostatni odcinek wyemitowano „Credit Check”, było to 28 listopada 2008.

## DVD
Kompletna seria pierwsza na DVD została wydana 12 marca 2010 roku. Zawiera ona wszystkie odcinki serii pierwszej, a także dodatkowe programy – Disney od kulis! oraz Zrób to jak czarodziej.

## Streszczenie
Dawno temu Jerry Russo (David DeLuise) oddał swoje magiczne moce bratu, aby ożenić się ze śmiertelniczką Theresą (Maria Canals Barrera). Po latach okazało się, że ich dzieci – Justin (David Henrie), Alex (Selena Gomez) oraz Max (Jake T. Austin) – odziedziczyły magiczne zdolności. Teraz ojciec pragnie nauczyć je prawidłowego obchodzenia się z nadprzyrodzonymi zdolnościami. Kiedy zaczynają wykorzystywać swoje umiejętności, w życie rodziny wkrada się chaos, ponieważ rodzeństwo próbując korzystać ze swoich mocy stwarza wiele skomplikowanych sytuacji i często pakuje się w kłopoty.

## Główna obsada
| Bohater       | Aktor                | Polski dubbing   |
| ------------- | -------------------- | ---------------- |
| Alex Russo    | Selena Gomez         | Anna Wodzyńska   |
| Justin Russo  | David Henrie         | Rafał Kołsut     |
| Max Russo     | Jake T. Austin       | Piotr Janusz     |
| Harper Finkle | Jennifer Stone       | Monika Węgiel    |
| Jerry Russo   | David DeLuise        | Jarosław Boberek |
| Theresa Russo | Maria Canals Barrera | Anna Gajewska    |

## Seria
| Seria | Odcinki | Premiera serii       | Finał serii      | Premiera serii                              | Finał serii                                  |
| ----- | ------- | -------------------- | ---------------- | ------------------------------------------- | -------------------------------------------- |
| 1     | 21      | 12 października 2007 | 31 sierpnia 2008 | 29 lutego 2008 (DC) 12 września 2010 (TVP1) | 28 listopada 2008 (DC) 12 lutego 2011 (TVP1) |

## Lista odcinków
| 1 | Dziesięciominutowa wyprzedaż „Crazy 10 Minute Sale”          | Fred Savage     | Todd J. Greenwald                                  | 12 października 2007 | 7 marca 2008 (DC) 19 września 2010 (TVP1)                 |
| Pan Russo uczy dzieci zaklęcia klonowania. Alex dostaje wiadomość o 10-minutowej wyprzedaży i pyta swojego tatę, czy może pójść. Decyzja pana Russo jest jednoznaczna: nie. Alex klonuje siebie i w prawdziwym wcieleniu idzie na wyprzedaż, a w drugim uczy się magii. Max łamie różdżkę swego taty. Za pomocą nowej różdżki Max bawi się klonem Alex, ale to samo dzieje się z prawdziwą Alex. Dziewczyna zostaje przyłapana i zarabia sobie szlaban. Pan Russo każe jej pomnożyć sobie karę, z czego zamiast tygodnia szlabanu wychodzą dwa, a potem cztery. Zaklęcia: Edgebono Utoostis – kopiuje dany przedmiot Gość: Skyler Samuels jako Gigi Epizodyczne: Heather Trzyna jako Wannabe #1, Kelsey Sanders jako Wannabe #2, Noe Jimenez jako uczeń, Amanda Tepe jako kierowniczka sklepu Nawiązania: Kiedy Max powiedział, że ćwiczy do nowego programu „Taniec z siostrami”, jest to nawiązanie do programu Taniec z gwiazdami. |                                                              |                 |                                                    |                      |                                                           |
| 2 | Pierwszy pocałunek „First Kiss”                              | Joe Regalbuto   | Vince Cheung Ben Montanio                          | 19 października 2007 | 29 lutego 2008 (DC) 26 września 2010 (TVP1)               |
| Max robi sobie kanapkę do szkoły. Kanapka jest tak pyszna, że może być przekąską jednej z drużyn. Tymczasem Alex widzi, że Justin nie chce pocałować Mirandy. Zwierza się jej, że jeszcze nigdy się nie całował. Pan Russo przez przypadek niszczy kulę, dlatego uczy dzieci zaklęcia na cofnięcie czasu. Następnego dnia Justin spotyka w kinie swoją dziewczynę. Pragnie pocałować Mirandę, jednak cały czas ktoś lub coś im przeszkadza. Alex postanawia użyć zaklęcia cofającego czas. W pubie odbywa się prezentacja kanapki, ale że czas cały czas się cofał zarządcą, jedzenie się znudziło. W końcu Justinowi udaje się pocałować Mirandę. Zaklęcia: Na żądanie czasu cofanie – pozwala cofnąć czas o kilka minut. Goście: Jim Wise jako pan Malone, Bryant Johnson jako Matt, Lucy Hale jako Miranda, Wayne Federman jako pan Kamiński. |                                                              |                 |                                                    |                      |                                                           |
| 3 | Apetyt na czekoladę „I Almost Drowned in Chocolate Fountain” | Joe Regalbuto   | Gigi McCreery Perry Rein                           | 19 października 2007 | 29 lutego 2008 (DC) 3 października 2010 (TVP1)            |
| Tata pokazuje rodzeństwu Russo podręcznego elfa, który w świecie magii działa jak encyklopedia. Ostrzega ich, żeby nigdy nie dawali mu czekolady, bo zacznie wariować. Trzeba też uważać, żeby elf nie ugryzł człowieka, bo wtedy on przejmie jego wariactwo. Rodzice nie pozwalają iść Alex na randkę, bo nie zdała testu z hiszpańskiego. Na poprawkę dziewczyna bierze podręcznego elfa. Dzięki niemu zdaje egzamin na szóstkę. Dowiaduje się o tym Justin i mówi rodzicom. W zamian Alex wyjawia, kto grał w paintballa i zabrudził całą ścianę. Justin i Max chcą się zemścić: gdy siostra idzie na randkę, wkładają jej do torebki podręcznego elfa. Magiczne obiekty: kieszonkowe elfy. Goście: Al Madrigal jako Kieszonkowy elf od hiszpańskiego, Brian Kubach jako Riley, Jack Plotnick jako Kieszonkowy elf. Role epizodyczne: Amanda Tepe jako kierowniczka, John Bobek jako Kelner, Jordan-Claire Green jako Kelly. |                                                              |                 |                                                    |                      |                                                           |
| 4 | Nowa pracownica „New Employee”                               | Bob Berlinger   | Peter Murrieta                                     | 2 listopada 2007     | 28 marca 2008 (DC) 31 października 2010 (TVP1)            |
| Harper potrzebuje trochę pieniędzy, dlatego Alex postanawia zatrudnić ją w restauracji swoich rodziców. Niestety Harper jest beznadziejną kelnerką, więc rodzice każą Alex ją zwolnić. Dziewczyna nie chce tego zrobić, gdyż ją bardzo lubi. Postanawia używać odpowiedniego zaklęcia, aby Harper stała się niesamowitą kelnerką. Wraz z nowo nabytymi umiejętnościami Harper staje się bardzo arogancka. Po kłótni z Alex dziewczyna odchodzi i zatrudnia się u konkurencji. Justin udziela korepetycji, jednak napotyka problemy w postaci małego chłopca. Dzięki pomocy kumpli, których Justin uczy, pogonili chłopaka. Alex godzi się z przyjaciółką. Zaklęcia: Weź tę dziewczynę zręczną jak słup i zdolną z niej karczmarkę zrób! – zmienia kogoś w uzdolnioną karczmarkę. Weź tę dziewczynę zdolną i zrób z niej dziewczynę zręczną jak słup! – odwraca zaklęcie karczmarki. Gość: Paulie Litt jako Frankie. Role epizodyczne: Amanda Tepe jako kierowniczka w Farmie Gurta, Chad Broskey jako Brian. Nieobecny: Jake T. Austin jako Max Russo. |                                                              |                 |                                                    |                      |                                                           |
| 5 | Odczarowany wieczór „Disenchanted Evening”                   | Mark Cendrowski | Jack Sanderson                                     | 9 listopada 2007     | 18 kwietnia 2008 (DC) 19 grudnia 2010 (TVP1)              |
| Rodzice Russo nie pozwalają dzieciom używać magii w codziennych sytuacjach. Alex spotyka w szkole T.J-a, który także jest czarodziejem. On używa czarów na każdym kroku, aby ułatwić sobie życie. Alex próbuje przekonać rodziców do częstszego używania zaklęć. Jednak oni nie zgadzają się. Składają im wizytę zaczarowani przez T.J-a rodzice chłopaka, który zaczarowuje również rodziców Alex. Na początku jest świetnie, rodzeństwo może używać magii, kiedy tylko chce. Jednak z czasem zauważają, że rodzice zmienili się nie do poznania. Zaklęcia: Nim minę furtkę, chcę włożyć kurtkę! – na ciele czarodzieja pojawia się kurtka. Naleśników bez liku! – pojawia się talerz z naleśnikami. Transportum Zaplanetarium! – teleportuje człowieka na inną planetę. Gość: Daryl Sabara jako T.J. Taylor Role epizodyczne: Dink O’Neal jako pan Taylor, Bonnie Burroughs jako pani Taylor, J.R. May jako mięśniak Nieobecna: Jennifer Stone jako Harper Finkle. |                                                              |                 |                                                    |                      |                                                           |
| 6 | Latanie na dywanie „You Can’t Always Get What You Carpet”    | Fred Savage     | Peter Murrieta                                     | 10 listopada 2007    | 4 kwietnia 2008 (DC) 12 września 2010 (TVP1)              |
| W pokoju Alex trwa remont. Dziewczyna w piwnicy znajduje dywan. Okazuje się, że jest to latający dywan. Alex chce, aby tata nauczył ją na nim latać. On niechętnie się na to zgadza. Alex nie wychodzi latanie, nie słucha poleceń taty. Ojciec i córka kłócą się ze sobą, choć ta zrobiła mu śniadanie na kolację. Nocą Justin uczy Alex latania i idzie jej świetnie. Następnego dnia ojciec ją pochwalił i wyczuł, że Justin miał z tym coś wspólnego. Magiczne obiekty: Latający dywan. Nieobecna: Jennifer Stone jako Harper Finkle. |                                                              |                 |                                                    |                      |                                                           |
| 7 | Podwieczorek „Alex’s Choice”                                 | Bob Berlinger   | Matt Goldman                                       | 16 listopada 2007    | 25 kwietnia 2008 (DC) 14 listopada 2010 (TVP1)            |
| Gigi zaprasza Harper na herbaciane przyjęcie. Alex za pomocą czarów podsłuchuje Gigi i jej przyjaciółki i dowiaduje się, że zaprosiły Harper jako najgorszą frajerkę. Dziewczyna nie chce mówić o tym przyjaciółce, stara się jej wybić z głowy wizytę na przyjęciu, ale Harper jej nie słucha. W końcu Alex postanawia pójść tam z Harper. Tymczasem Max i Justin pod nieobecność ojca wysyłają dla żartów z pracowni list z prośbą o pomoc. Wkrótce do domu Russo przybywają oficerowie magii. Zaklęcia: Czy ktoś jest aniołem, czy też karaluchem, chcę usłyszeć nietoperzowym uchem! – ten, kto tego czaru użyje, ma słuch jak nietoperz. Ludzie podli są lub mili, chcę, by szczerze dziś mówili! – zaczarowana/e osoba/y zaczyna(ją) mówić, co myśli/ą. Goście: Skyler Samuels jako Gigi, Brian Scolaro jako Goblin, Michael A. Shepperd jako Oficer Lamp Role epizodyczne: Amanda Tepe jako Konsierge, Heather Trzyna jako koleżanka Gigi #1, Kelsey Sanders jako koleżanka Gigi #2, Veronica Sixtos jako Nellie Rodriguez Nieobecny: David DeLuise jako Jerry Russo |                                                              |                 |                                                    |                      |                                                           |
| 8 | Poskromienie smoka „Curb Your Dragon”                        | Bob Berlinger   | Gigi McCreery Perry Rein                           | 30 listopada 2007    | 2 maja 2008 (DC) 7 listopada 2010 (TVP1)                  |
| Alex, wbrew radom Justina kupuje psa, który tak naprawdę jest smokiem: potrafi latać i zieje ogniem. Rodzeństwo postanawia nie dopuścić do tego, aby rodzice dowiedzieli się o tym zakupie – pokochali już Smoka i nie chcą go stracić. Gdy jednak dowiadują się o tym, Jerry i Theresa chcą, aby oddali psa. Okazuje się, że zgłosił się po niego właściciel. Alex mówi załamanemu Justinowi, że właściciel smoka to oszust i udał się ze smokiem na wystawę psów. Max, Justin i Alex także tam idą. Zaklęcia: Huminoza Espinoza! – zmienia człowieka w zwierzę. Magiczne obiekty: Smok. Goście: Paulie Litt jako Frankie, Taylor Negron jako sprzedawca Smoka Role epizodyczne: Amanda Tepe jako strażniczka Elaine, Brooks McBeth jako klient Nieobecna: Jennifer Stone jako Harper Finkle. |                                                              |                 |                                                    |                      |                                                           |
| 9 | Kino „Movies”                                                | Mark Cendrowski | Justin Varava                                      | 14 grudnia 2007      | 9 maja 2008 (DC) 12 grudnia 2010 (TVP1)                   |
| Alex zazdrości Justinowi, że ten poszedł do kina ze znajomymi, a ona musiała oglądać nudny film dla dzieci z rodzicami. Dziewczyna postanawia „ukraść” bratu przyjaciół. Źle wypowiedziane przez Alex zaklęcie sprawia, że dwójka rodzeństwa znajduje się w filmie, w samym środku horroru. Zaklęcia: Żeby głód przepędzić ze mnie, zróbcie kanapkę, będzie przyjemnie! – zamienia kogoś w kanapkę. Choć czasem z niego niezła płaksa, chcę z powrotem brata Maxa! – odmienia Maxa z bycia kanapką. Chcę zobaczyć dziś aktorkę-modelkę Ruby Donahu, która tu gra, więc wkręć mnie na „Tragiczną noc Halloween w Akademiku Dziewcząt 2"! – przenosi do filmu „Tragiczna Noc Halloween w Akademiku Dziewcząt 2"!. Ponieważ tu jest trochę strasznie, chcemy się wydostać właśnie! – Czarodzieje teleportują się w inne miejsce. Działa tylko w pomieszczeniu, w którym się jest, np. Gdy Justin to powiedział (byli w filmie) przenieśli się do piwnicy, ale również w tym samym filmie. Tej zjawie tutaj nikt się nie wywinie, chcemy być z powrotem w kinie! - przenosi z filmu do kina. Goście: Tiffany Thornton jako Susan, Malese Jow jako Ruby Donahue. Role epizodyczne: Dan Benson jako Zack (później jako Zeke), Brandee Tucker jako kontroler biletów. Nieobecna: Jennifer Stone jako Harper Finkle |                                                              |                 |                                                    |                      |                                                           |
| 10 | Kłopotliwy pryszcz „Pop Me and We Both Go Down”              | Bob Berlinger   | Vince Cheung Ben Montanio                          | 6 stycznia 2008      | 16 maja 2008 (DC) 10 października 2010 (TVP1)             |
| Rodzeństwo Russo uczy się, jak ożywiać przedmioty. Justin umawia się na bal z nową dziewczyną w szkole, ale dzień przed imprezą na jego czole pojawia się ogromny pryszcz. Alex postanawia go usunąć, ale źle wypowiada zaklęcie i pryszcz ożywa. Dziewczyna musi zdobyć zaklęcie odczarowujące i pomóc bratu. Zaklęcia: Murietta Animata – ożywia dany przedmiot. Garibaj Unieruchamiaj – unieruchamia wcześniej ożywiony przedmiot. Gość: Lucy Hale jako Miranda. Nieobecna: Jennifer Stone jako Harper Finkle |                                                              |                 |                                                    |                      |                                                           |
| 11 | Napoje i podboje „Potion Commotion”                          | Bob Berlinger   | Todd J. Greenwald                                  | 10 lutego 2008       | 23 maja 2008 (DC) 21 listopada 2010 (TVP1)                |
| Alex jest zakochana w chłopaku, który jest przeciwnikiem Justina w ważnym projekcie naukowym. On nie zwraca na nią specjalnej uwagi, więc Alex postanawia użyć mikstury miłości. Niestety dziewczyna przez przypadek wypija obie dawki napoju, wskutek czego zakochuje się sama w sobie. Zaklęcia: Levitatus Likvidatus! - unosi przedmiot w górę. Magiczne obiekty: napoje-nastroje, czapka kontrolująca moce. Goście: Bill Chott jako pan Laritate, Shane Lyons jako Brad Sherwood. Role epizodyczne: Unica Luna jako tancerka #1, Anissa Morris jako tancerka #2, Amanda Panoke jako tancerka #3. Nieobecna: Jennifer Stone jako Harper Finkle |                                                              |                 |                                                    |                      |                                                           |
| 12 | Siostrzyczka Justina „Justin’s Little Sister”                | Andrew Tsao     | Eve Weston                                         | 9 marca 2008         | 30 maja 2008 (DC) 15 stycznia 2011 (TVP1)                 |
| Alex jest ciągle porównywana do Justina, a tego nie znosi. Tego samego dnia Jerry prowadzi lekcję o dżinach. Alex postanawia wypowiedzieć zaklęcie, przez które nikt już więcej nie będzie jej porównywał. Sprytny dżin zmienił tak to zaklęcie, że od teraz już nikt nie pamięta Justina. Magiczne obiekty: dżin, lampa dżina. Zaklęcia: Bądźmy mali jak kruszyna, by odwiedzić w lampie dżina! - przenosi do lampy dżina. Jesteśmy mali jak kruszyna, koniec odwiedzin u dżina! - przenosi z lampy dżina do świata realnego. Goście: Candace Brown II jako Dżin, Bill Chott jako pan Laritate. Role epizodyczne: Monica Anne Parales jako Wendy Bott, Veronica Sixtos jako Nellie Rodriguez. |                                                              |                 |                                                    |                      |                                                           |
| 13/14 | Szkoła czarów „Wizard School”                                | Mark Cendrowski | Vince Cheung Ben Montanio Gigi McCreery Perry Rein | 6 kwietnia 2008      | 6/13 czerwca 2008 (DC) 28 listopada/5 grudnia 2010 (TVP1) |
| Justin dostaje się do letniej Szkoły Magii dla czarodziei. Rodzice postanawiają wysłać także Alex, mając nadzieję, że może tam dziewczyna w końcu nauczy się rozsądnie korzystać ze swoich nadzwyczajnych umiejętności. Alex i Justin nie są z tego powodu specjalnie zadowoleni, gdyż oboje chcieli te wakacje spędzić z dala od siebie. Alex nie chce być już dłużej w szkole, dlatego postanawia w nocy wrócić do domu, chociaż wie, że to zabronione. Wychodząc przez przypadek dowiaduje się o strasznym planie: pani Profesor chce wyssać wszystkie moce z osoby, która wygra turniej 12 piłek. Okazuje się, że Justin jest w tym bardzo dobry i ma spore szanse na zwycięstwo. Przerażona Alex próbuje ochronić brata i prosi go, aby zrezygnował. Justin jednak nie chce się zgodzić. Wtedy Alex nie ma wyboru: musi udać się do krainy wulkanów... Tymczasem Max i Jerry spędzają 3 noce na tarasie, aby pokazać Theresie swoją męskość. Zaś następnego dnia Max przebiera się za wielką kanapkę, aby przegonić spod ich baru kobietę przebraną za sałatkę, które odpędza ich klientów. Magiczne obiekty: Szkoła Czarodziei, rybo-posłaniec. Zaklęcia: Pocztus Wysyłkus (osoba lub miejsce)! – wysyła wiadomość do kogokolwiek lub gdziekolwiek (działa tylko z kluczem portalu). Nim ruszysz głową, zrobię ci trąbę słoniową – wybranej osobie wyrasta trąba słoniowa zamiast nosa. Szkodzi, nie szkodzi, nie odchodzi! – zaczarowana osoba nie może odejść. Ludzie podli są lub mili, chcę by szczerze dziś mówili – zaczarowana osoba mówi prawdę. Goście: Josh Sussman jako Hugh Normous, J. Evan Bonifant jako Kołko Phoenix, Octavia Spencer jako dr Wrednini, Ian Abercrombie jako Profesor Crumbs, Robyn Moran jako Sałatkowa dziewczyna. Role epizodyczne: Adam Conger jako Hot-Dogowy gość, Craig Watkinson jako gość ze sklepu z colą. Nieobecna: Jennifer Stone jako Harper Finkle      |                                                              |                 |                                                    |                      |                                                           |
| 15 | Niesamowity Justin „The Supernatural”                        | Mark Cendrowski | Matt Goldman                                       | 18 maja 2008         | 7 listopada 2008 (DC) 2 stycznia 2011 (TVP1)              |
| Justin zakochuje się w koleżance ze szkoły imieniem Kari. Niestety ona umawia się tylko ze sportowcami. Chłopak postanawia użyć magii, by dostać się do drużyny. W tym samym czasie Alex zakochała się w koledze Justina, Riley’m. Chłopak myśli, że dziewczyna jest jego talizmanem na szczęście. Zaklęcia: Zwichro kinetykis! – pozwala przesuwać przedmioty. Umysłum kasacja! – czyści ludziom wokoło pamięć. Goście: Brian Kubach jako Riley, Chelsea Staub jako Kari Langsdorf, Michael Patrick McGill jako Ump Role epizodyczne: Lee Davis jako Henry, Joey „Coco” Diaz jako Newsstand Guy, Adam Gregory jako uczeń, Ezra Weisz jako ojciec Nieobecna: Maria Canals Barrera jako Theresa Russo |                                                              |                 |                                                    |                      |                                                           |
| 16 | Zwariowany świat Alex „Alex in the Middle”                   | Bob Berlinger   | Matt Goldman                                       | 15 czerwca 2008      | 7 listopada 2008 (DC) 24 października 2010 (TVP1)         |
| Rodzinę Russo odwiedza brat Jerry’go, Kelbo, który uczy praktyki (w przeciwieństwie do ojca). Alex dostaje od niego urządzenie, które pozwala sprawdzić, jak się czuje inna osoba, Justin gumę operową, a Max fajkę odpowiadajkę, która odpowiada na pytania tylko "Tak", "Nie" albo "Nie wiem". Potem Alex i Kelbo wybierają się na mecz baseballu do loży czarodziejskiej, gdzie wujek uczy ją nowego zaklęcia. Dziewczyna wybiera Kelbo na swojego nauczyciela czarów. Na ich lekcji dostają z czarodziejskiej poczty artemię, z których leje się woda. Nieco później cała pracownia jest w wodzie, a Alex i Kelbo są artemiami. Idąc, Jerry się przewraca o wodę, która wypływa z pomieszczenia. Justin przenosi ojca o trzy metry i ten musi coś zdziałać. Na końcu na jaw wychodzi prawda, że Jerry nie przegrał z Kelbo w turnieju czarów, tylko był zmuszony oddać swą moc dla Theresy. Magiczne obiekty: artemie, loża czarodziejska. Zaklęcia: Sweterek na ciele! – na ciele pojawia się sweter. Czachum Kręciachum! – obraca wszystkim dookoła głowy. Dehedratus Suchatus Artemius Znikatus! – znikają artemie. Trzymetrus Sunietrus! – przenosi kogoś o 3 metry. Gość: Jeff Garlin jako Wujek Kelbo Rola epizodyczna: Monica Lee Gradischek jako Doris Nieobecna: Jennifer Stone jako Harper Finkle. |                                                              |                 |                                                    |                      |                                                           |
| 17 | Karta ocen „Report Card”                                     | Andrew Tsao     | Gigi McCreery Perry Rein Peter Murrieta            | 29 czerwca 2008      | 14 listopada 2008 (DC) 22 stycznia 2011 (TVP1)            |
| Alex nie udaje się ukryć świadectwa ze szkoły czarów. Wpada w panikę i przez pomyłkę zamienia rodziców w świnki morskie. Justin i Max niechcący wypuszczają je na wolność i teraz cała trójka musi odnaleźć ‘rodziców’, aby przywrócić im ludzką postać. Tymczasem profesor Crumbs z Wyższej Szkoły Magii odbiera moc Alex. Dopiero potem, kiedy już Justin skłamał, że niby dzięki Alex doskonali swe moce podczas naprawiania jej błędów. Chociaż mówiąc to miał świadomość, że kłamie, tak jest w rzeczywistości. Magiczne obiekty: magiczna karta ocen. Zaklęcia: Ta świnka morska wystraszona, w gołębia będzie przemieniona! - zamienia świnkę morską w gołębia. Ta świnka morska wystraszona, w gołębia będzie przeziębiona! - zamienia świnkę morską w przeziębionego gołębia. Rodzice są zdziwieni, czar w świnki morskie ich zmieni! – zmienia rodziców w świnki morskie. Te świnki morskie małe i kudłate zamienić chcę w ludzi, by znaleźć mamę i tatę! – zamienia świnki morskie w ludzi. Te świnki morskie małe i kudłate zamienić chcę w mamę i tatę! - zamienia świnki morskie w rodziców. Na świnki morskie już nie pora, więc tę zamienię w profesora! – zamienia świnkę morską z powrotem w profesora. Gość: Ian Abercrombie jako Profesor Crumbs. Role epizodyczne: Dan Benson jako Zeke, Kara Taitz jako świnka morska #1, Keith Blaney jako świnka morska #2. |                                                              |                 |                                                    |                      |                                                           |
| 18 | Kto to wymyślił? „Credit Check”                              | Fred Savage     | Todd J. Greenwald                                  | 6 lipca 2008         | 28 listopada 2008 (DC) 12 lutego 2011 (TVP1)              |
| Alex denerwuje to, że ludzie przypisują sobie jej zasługi. Redaktor z czasopisma o modzie proponuje Alex staż, na co ona się zgadza. Niestety okazuje się, że on postępuje tak samo jak inni, postanawia go pogrążyć i podrzuca mu pomysł o pokazie mody w stylu Harper. Tamten chce zrobić coś dobrego i mówi surowej redaktorce naczelnej, że to pomysł Alex. Alex rezygnuje ze stażu na rzecz przyjaźni z Harper. Zaklęcia: Dżej Gaj, Stój Czas! – zatrzymuje czas (dopóki się skacze na jednej nodze). Goście: Sara Paxton jako Millie, Jeffrey Christopher Todd jako Jeffrey, Julia Duffy jako pani Angela. Role epizodyczne: Gavin Houston jako Paul, Kristin Caldwell jako asystentka, Brian Elerding jako Jack. |                                                              |                 |                                                    |                      |                                                           |
| 19 | Wiosenne szaleństwo Alex „Alex’s Spring Fling”               | Victor Gonzalez | Matt Goldman                                       | 20 lipca 2008        | 21 listopada 2008 (DC) 29 stycznia 2011 (TVP1)            |
| Alex widzi, że Riley się ogląda na inne dziewczyny i jest zazdrosna. Riley już nie wytrzymuje i z nią zrywa. Później, by wzbudzić zazdrość w Riley’ym ożywia manekina i nazywa go Manny Kin. Alex udaje, że się kochają, podczas gdy Manny się w niej na serio zakochuje. Riley to ciągle obserwuje. Później rozmawia na boku z Alex i przeprasza ją, i mówi, że znowu chce z nią chodzić. Ona w tym nie widzi problemu i spławia z kafejki Harper i Rily’ego, a potem zrywa z Mannym i próbuje go zamienić z powrotem w manekina. Jednak to nie skutkuje, ponieważ był zbyt długo ożywiony i zaczął mieć uczucia. Z tego powodu Alex ożywia Kobietę Kota, żeby ta się zakochała w Mannym. I choć ona próbuje, to jednak Manny ją ciągle spławia i przynosi Alex kwiaty. Riley tego nie wytrzymuje i ruszają w pogoń: Manny, za nim Riley, potem Alex próbująca dogonić chłopaka, następnie Kobieta Kot, która się kocha w Mannym, później Justin, który chce złapać Kobietę Kota, a na końcu klaun, któremu Justin ukradł rowerek. Przebiegają obok beczki z wodą. Manny zgłasza się na ochotnika na siodełko, a Riley chce rzucać piłką do celu. Trafia, jednak gdy Manny trafia do wody, zamienia się połamanego manekina. Alex próbuje wytłumaczyć zdziwionym ludziom, że Manny jest magikiem „Manny Kini” i że to była jego najnowsza sztuczka. Max ze swojej głupoty jej wierzy. Zaklęcia: Murietta Animata! – ożywia dany obiekt. Murrieta Animata, Grande! – ożywia małe przedmioty i je powiększa. Garibaj Unieruchamiaj! - unieruchamia ożywiony przedmiot (gdy zaczyna on mieć uczucia, zaklęcie nie działa). Goście: Matt Smith jako Manny, Lauren Phillips jako Kobieta Kot, Brian Kubach jako Riley. Role epizodyczne: J.R. May jako Mięśniak, Eddie Pepitone jako Carter, Dallas Lovato jako dziewczyna. Nieobecni: David DeLuise jako Jerry Russo i Maria Canals Barrera jako Theresa Russo. |                                                              |                 |                                                    |                      |                                                           |
| 20 | Urodziny Alex „Quinceañera”                                  | Andrew Tsao     | Gigi McCreery Perry Rein                           | 10 sierpnia 2008     | 14 listopada 2008 (DC)8 stycznia 2011 (TVP1)              |
| Jerry zabrania dzieciom używania magii podczas pobytu babci. W tym samym czasie Theresa i Harper postanawiają urządzić Alex Quinceanera’ę (tradycyjne hiszpańskie przyjęcie z okazji 15. urodzin). Dziewczyna nie zgadza się na to, lecz gdy poznaje historię mamy, która nie miała takiej możliwości postanawia użyć nowo poznanego zaklęcia i zamienić się z nią ciałami. Zaklęcia: (imię i imię) cambia corpora, mea corpora, sua numinavi! – zamienia dwie osoby ciałami (zaklęcie działa do zachodu słońca). Gość: Belita Moreno jako babcia Magdalena. Role epizodyczne: Adam Bay jako Richard, Gabrielle Dennis jako Candace. |                                                              |                 |                                                    |                      |                                                           |
| 21 | W muzeum „Art Museum Piece”                                  | Victor Gonzalez | Vince Cheung Ben Montanio                          | 31 sierpnia 2008     | 21 listopada 2008 (DC) 5 lutego 2011 (TVP1)               |
| Alex chce ułatwić sobie odrobienie pracy domowej z historii sztuki. Ożywia więc słynne arcydzieła, żeby pomogły jej podać prawidłowe odpowiedzi na pytania zawarte w zadaniu domowym. Jest wśród nich „Mona Lisa”, „Chłopiec w Błękicie”, a nawet „Krzyk”. W końcu jednak musi prosić Justina o pomoc w użyciu drugiej części zaklęcia, która pozwoli postaciom z obrazów wrócić na swoje miejsca. W międzyczasie Jerry i Max używają zaklęcia, aby piłka, którą się bawią, mogła swobodnie przenikać przez przedmioty. Zaklęcia: Niech te twarze opuszczą obrazy! – postacie z obrazów ożywają. Twarze z obrazów wracajcie od razu (miejsce i data) – postacie wcześniej wyciągnięte z obrazów wracają na swoje miejsce. Wszędzie przejdzie! – czarodziej potrafi przejść przez każdą przeszkodę. Goście: Julie Brown jako pani Marinovich, Danielle Bisutti jako Mona Lisa. Role epizodyczne: Amanda Tepe jako Strażniczka Elaine, Boris Kievsky jako Krzyk, Mark Rickard jako Vincent Van Gogh, Michael Stancliff jako chłopak w błękicie. Nota: Jest to ostatni odcinek pierwszej serii. |                                                              |                 |                                                    |                      |                                                           |